# Серджо Кастеллітто
Серджіо Кастеллітто (італ. Sergio Castellitto, нар. 18 серпня 1953) — італійський актор, режисер, сценарист.

## Життєпис
Народився 18 серпня 1953 року в Римі (Італія). Після закінчення Національної академії драматичного мистецтва Сільвіо д'Аміко у 1978 році, він розпочинає свою театральну кар'єру в італійському публічному театрі з п'єсою Шекспіра Міра за міру у Театро ді Рома, також грає ролі в інших п'єсах, таких як Мати Брехта, Венеційський купець, та Свічник Джордано Бруно. В Театро ді Женова він постає в ролях Тузенбаха (А. Чехов, Три сестри) та Жана (Стріндберг, Пані Юлія), під керівництвом Отамара Крейча. В наступні роки він грав в таких театральних постановках як L'Infelicita Senza Desideri та Piccoli Equivoci на фестивалі Dei Due Mondi (Фестиваль Двох Світів) в Сполето. Під час своєї роботи у театрі він працював з багатьма відомими акторами, включаючи Люґі Скварзіна, Альдо Тріонфо та Ензо Музії.
У 1983 році Кастеліто розпочав свою кінокар'єру разом із Марчелло Мастроянні та Мішель Пікколі знявшись у фільмі Лучано Товолі Генерал мертвої армії. Найбільш відомим він став завдяки таким фільмам як Великий кавун Франчески Аркібуджі та Фабрика зірок Джузеппе Торнаторе.
В кінці 1980-тих Кастеллітто з'явився у декількох італійських мінісеріалах, а саме Сицилієць в Сицилії (1987), П'яцца Навона (1988), Кіно (1988), і Як добре разом (1989), а також Перемога, або біль жінки (2000).
Успіх до Кастеллітто прийшов завдяки фільмам Сім'я, «Останній поцілунок», Катеріна у великому місті, Посмішка моєї мами, Лише Марта, і особливо фільм Не йди, знятий за мотивами однойменної книги, написаної його дружиною Маргарет Мадзантіні.
У Франції Кастеллітто грає головну чоловічу роль із Жаном Балібаром у фільмі Жака Ріве «Хто знає» (2001). Його нещодавнім досягненням як актора була роль Отця Піо в однойменному телефільмі 2000 року.
Перший фільм, який він зняв як режисер, був Ліберо Буро, а другий — Не йди. Також він зіграв роль героя-антагоніста, короля Міраза, у Хроніках Нарнії: Принц Каспіан.
Фільм «Народжений двічі», знятий Кастеллітто, показували на кінофестивалі у Торонто (2012). На жаль, англомовна преса не оцінила його і він не отримав хороших відгуків.
Кастеллітто одружений із Маргарет Мадзантіні. Вони виховують чотирьох дітей.

## Фільмографія

### Актор
- 1981 — Три брати (Tre fratelli)
- 1981 — Carcerato
- 1983 — Генерал мертвої армії (Il generale dell'armata morta)
- 1983 — La singolare avventura di Francesco Maria
- 1984 — Magic moments
- 1985 — Sembra morto… ma è solo svenuto
- 1986 — Giovanni Senzapensieri
- 1986 — Dolce assenza
- 1987 — Сім'я (La famiglia)
- 1987 — Страх і любов (Paura e amore (Fürchten und Lieben))
- 1988 — Блакитна безодня (Le grand bleu) — Новеллі
- 1989 — Piccoli equivoci
- 1990 — Три колонки в хроніці (Tre colonne in cronaca)
- 1990 — Експрес Альберто (In viaggio con Alberto (Alberto Express))
- 1990 — I taràssachi
- 1990 — Una fredda mattina di maggio
- 1990 — Stasera a casa di Alice
- 1991 — La carne
- 1991 — Rossini! Rossini!
- 1992 — Nero.
- 1992 — Nessuno
- 1993 — Il grande cocomero
- 1993 — Toxic affair
- 1994 — Con gli occhi chiusi
- 1995 — Фабрика зірок (L'uomo delle stelle)
- 1996 — Le cri de la soie
- 1996 — Portrait chinois
- 1996 — Hotel Paura
- 1996 — Silenzio…
- 1997 — Quadrille
- 1998 — Que la lumière soit
- 1998 — À vendre — In vendita (À vendre)
- 1999 — Libero Burro
- 2000 — Chi lo sa? (Va savoir)
- 2001 — Останній поцілунок (L'ultimo bacio) — Евгеніо Бонетті, професор
- 2001 — Concorrenza sleale
- 2001 — Segreti di famiglia (Laguna)
- 2001 — Непереборна Марта (Ricette d'amore (Bella Martha)) — Маріо, шеф-кухар
- 2002 — L'ora di religione
- 2003 — Caterina va in città
- 2004 — Не йди (Non ti muovere) — Тімотео
- 2004 — Ne quittez pas!
- 2006 — Il regista di matrimoni
- 2006 — Париж, я люблю тебе (Paris, je t'aime)
- 2006 — La stella che non c'è
- 2008 — Хроніки Нарнії: Принц Каспіан (Le cronache di Narnia — Il principe Caspian)
- 2009 — Italians
- 2009 — Questione di punti di vista
- 2009 — Tris di donne e abiti nuziali
- 2009 — Alza la testa
- 2010 — La bellezza del somaro
- 2012 — Народжений двічі (Venuto al mondo) — Джуліано
- 2012 — Una famiglia perfetta
- 2014 — La buca
- 2017 — Piccoli crimini coniugali
- 2017 — Фортуната (Fortunata)
- 2018 — Il tuttofare
- 2018 — Ricchi di fantasia
- 2020 — Il padrino della mafia
- 2020 — Il talento del calabrone
- 2020 — Nour
- 2021 — Il cattivo poeta
- 2021 — Il materiale emotivo
- 2022 — Данте (Dante) — Джованні Боккаччо
- 2024 — Конклав (Conclave) — кардинал Тедеско